# Midleton
Pour les articles homonymes, voir Midleton (homonymie).
Midleton (Mainistir na Corann en irlandais) est une ville située dans le sud-est du Comté de Cork en Irlande.
Située à 22 km au nord-est de la ville de Cork, Midleton se trouve sur la N25 entre Cork et Rosslare et sur la rivière Owenacurra. C’est une ville satellite de Cork qui fait officiellement partie de son agglomération. La ville et sa zone rurale comptent 26 663 habitants.

## Histoire
Dans les années 1180, l'avancée des Normands dirigée par Barry Fitz Gerald établit une abbaye près d'un barrage sur la rivière, peuplée par des moines cisterciens de Bourgogne. L'abbaye a été baptisée "Abbaye de Chore" et "Castrum Chor", prenant son nom du mot irlandais cora (weir), bien que certains disent que "Chor" vient de "Choir" ou "Chorale". L'abbaye est commémorée au nom irlandais de Midleton, Mainistir na Corann, ou "monastère du barrage", et de la rivière locale Owenacurra ou Abhainn na Cora, qui signifie "rivière des déversoirs". L'église Saint-Jean-Baptiste, appartenant à l'Église d'Irlande, a été érigée en 1825 et se trouve encore aujourd'hui sur le site de l'abbaye.
Le capitaine Walter Raleigh (devenu Sir Walter) avait une association avec Midleton, ayant vécu de 1585 à 1602 dans la ville voisine de Youghal. Sa présence était due à une distribution de terres en récompense de l'aide à la répression de la seconde rébellion Desmond de 1579-1583. Dans le cadre de cette répression, il fut condamné à saisir le château de Barry, à Cahermore, à proximité. Le Desmond FitzGerald Seneschal, ou l'intendant d'Imokilly, après avoir été expulsé du château, s'est réfugié dans l'abbaye, mais a de nouveau été obligé de fuir par Raleigh.
On attribue à Raleigh les premières pommes de terre en Europe, également à Youghal.
La ville a gagné le nom de Midleton ou "Middle Town" en tant que principale ville à mi-chemin, à 15 km de Cork et Youghal. Il fut incorporé en tant que ville de marché et dépôt postal en 1670, recevant sa charte de Charles II, en tant qu '"arrondissement et ville de Midleton". Plus tard, il deviendrait une ville de poste du Great Southern and Western Railway.
Alan Brodrick, président de la Chambre des communes irlandaise et Lord chancelier d'Irlande, a été nommé premier baron et vicomte Midleton en 1715 et 1717, respectivement. Il est commémoré par St Broderick dans la ville.
La ville abrite la distillerie Old Midleton, établie par James Murphy en 1825. Cette distillerie fonctionna de manière indépendante jusqu'en 1868, lorsqu'elle devint partie intégrante de la Cork Distilleries Company, qui fut par la suite fusionnée avec Irish Distillers en 1967. En 1988, Irish Distillers a fait l’objet d’une prise de contrôle amicale par le conglomérat français des boissons, Pernod Ricard. La distillerie Old Midleton, qui possède le plus grand alambic au monde - un navire en cuivre d'une capacité de 140 000 litres - était en activité jusqu'en 1975, année où la production a été transférée à une nouvelle usine, la distillerie New Midleton. La New Midleton Distillery produit un certain nombre de whiskies irlandais, notamment Jameson Whiskey, Redbreast et Paddy. En outre, elle produit également de la vodka et du gin. En 1992, l'ancienne distillerie a été restaurée et rouverte en tant que centre d'accueil. Connu sous le nom de Jameson Experience, le centre d'accueil accueille de nombreuses attractions, dont la plus grande roue à aubes en fonctionnement d'Irlande (d'un diamètre de 7 m).
Au sommet de la rue principale se trouve un monument à 16 hommes de l'armée républicaine irlandaise tués le 20 février 1921 lors de la guerre d'indépendance irlandaise. Douze des hommes de l'IRA ont été tués lors d'affrontements avec des membres de l'armée britannique à l'embuscade Clonmult située à proximité, tandis que quatre autres ont été capturés puis exécutés. L’incident a été la plus grande perte de vies de l’IRA pendant la guerre. Le capitaine Sean O'Shea a dirigé le gang de Clonmult et est enterré à la tête du complot républicain au cimetière de Midleton. A proximité se trouve un monument marquant le 200e anniversaire de la rébellion irlandaise de 1798.
Deux maisons conçues par Augustus Pugin, plus tard l'architecte des Chambres du Parlement à Londres, se trouvent au bas de la rue principale. Ils forment maintenant un bâtiment et abritent un bar public.
Dans les années 1180, les anglo-normands guidés par Barry FitzGerald établirent une abbaye à un gué sur la rivière pour y installer des moines cisterciens venus de Bourgogne. L’abbaye pris le nom de Chore Abbey ou Castrum Chor, prenant son nom du terme cora qui signifie gué en Irlandais. Ce nom est resté dans la toponymie gaélique de la ville Mainistir na Corann qui signifie Monastère sur le gué et dans le nom de la rivière Owenacurra ou Abhainn na Cora qui veut dire Rivière aux gués. L'église St John the Baptist, érigée en 1825, se trouve sur l’emplacement de cette ancienne abbaye.
La ville s’appelle Midleton à cause de sa position géographique à mi-distance entre Cork et Youghal. En 1670 elle servait de dépôt postal entre ces deux villes. Elle reçut alors une charte par Charles II.

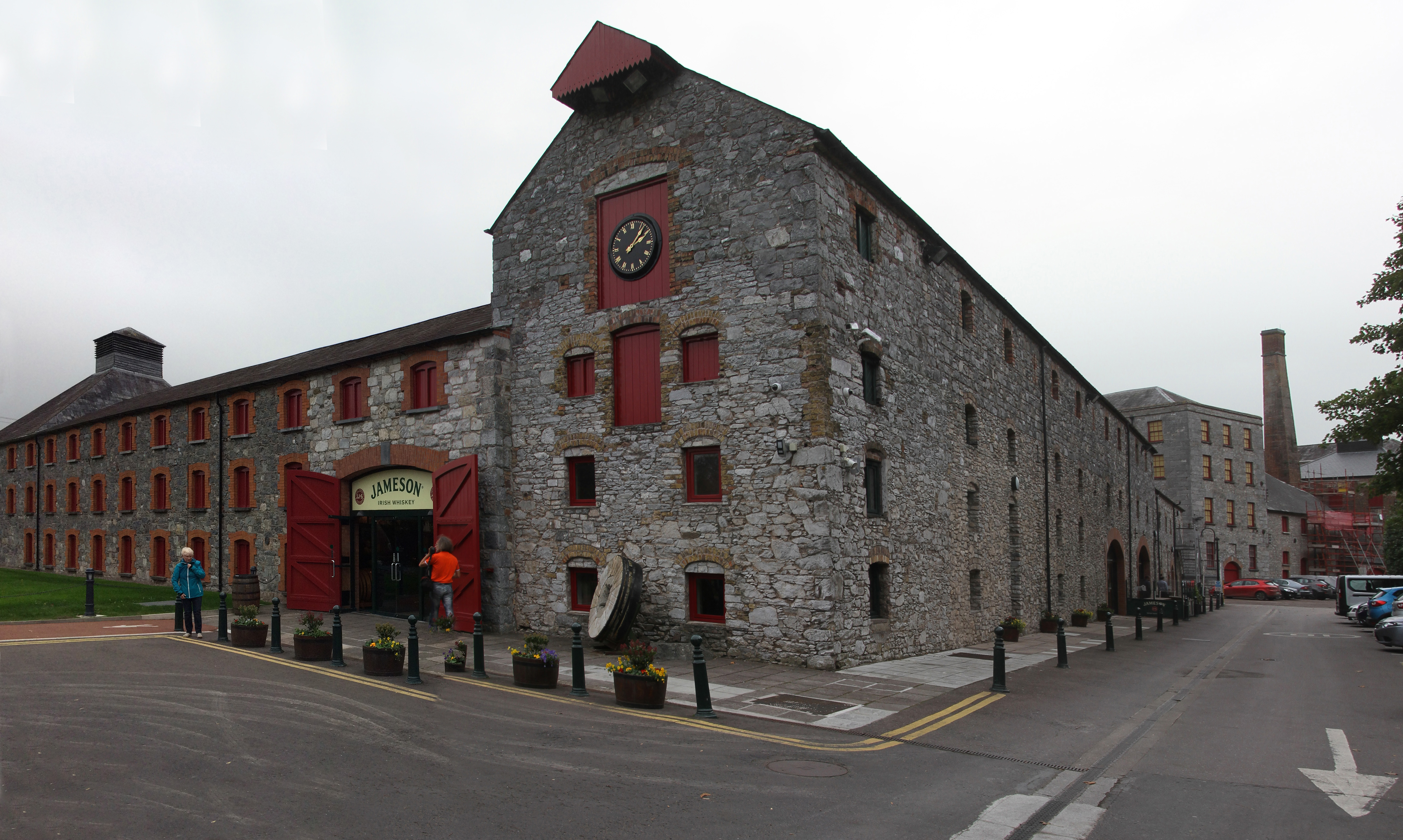
Jameson Whiskey Distillery

## Transport

### Rail
La gare de Midleton fait partie du réseau de trains de banlieue de Cork et est l’un des deux terminaux (l’autre étant Cobh) entrant et sortant de la gare de Cork Kent. Les passagers passent à Cork Kent pour des trains à destination de Dublin et de Tralee.
La ligne de chemin de fer menant à Midleton a été ouverte le 10 novembre 1859 par le Cork & Youghal Railway, une société qui a ensuite été reprise par le Great Southern & Western Railway. Midleton était l'emplacement des travaux de chemin de fer pour cette entreprise.
La ligne entre Midleton et Cork a été fermée pour une utilisation régulière entre 1963 et 2009. Une utilisation occasionnelle (principalement le transport de betteraves de Midleton à la Mallow Sugar Factory) s'est poursuivie pendant de nombreuses années après 1963, mais même son utilisation sporadique a pris fin. en 1988, le dernier train à utiliser la voie étant une excursion pour les partisans de Midleton GAA à Dublin pour la finale du All Ireland Senior Club Hurling Championship (dans lequel Midleton a joué). La réouverture de la ligne a été achevée par Iarnród Éireann le 30 juillet 2009.

### Air
L'aéroport le plus proche est l'aéroport de Cork.

### Autobus
Les Bus Éireann desservent Midleton, notamment la gare routière de Cork, Whitegate, Waterford, Ballinacurra, Carrigtwohill, Little Island, Glounthaune et Tivoli.

## Activités économiques
La ville est le site d’accueil de la distillerie Midleton, fondée en 1825. La distillerie produisait le whiskey Paddy, du nom de Patrick J. Flaherty, commercial de la distillerie dans les années 1920. Rachetée en 1967 par la société Irish Distillers la distillerie a été fermée et remplacée en 1975 par un grand complexe de distillation où ont été regroupées toutes les productions de whiskey de l’entreprise (y compris les whiskeys distillés à Dublin originellement comme Jameson). On y fabrique aussi toutes sortes d’alcools, y compris de la vodka. Le site appartient maintenant à la société française Pernod Ricard.
L’ancienne distillerie, qui avait le plus grand alambic de type pot still du monde, a été transformée en musée du whisky et en centre d’accueil touristique.

## La démographie
Au recensement de 2016, Midleton comptait 12 496 habitants. Parmi eux, 72% étaient irlandais de race blanche(Irlandaise), moins de 1% de voyageurs irlandais de race blanche, 17% d’autres ethnies blanches, 4% de noirs, 1% d’Asie, 1% d’autres ethnies et 4% n’avaient pas déclaré leur appartenance ethnique. En termes de religion, la région était composée à 77% de catholiques, à 9% d'autres religions déclarées, à 11% sans religion et à 3% non déclarées

## Sport
Midleton GAA est le club local de la Gaelic Athletic Association et Midleton RFC, le club de rugby local. Les groupes d'arts martiaux incluent le Midleton Aikido Club [qui enseigne l'Aikido à East Cork depuis 2006] et le Midleton Taekwondo Club.Le Midleton FC est l'équipe de football locale et un club de cricket.

## Personnalités
- Veronica O’Brien (1905-1998), missionnaire catholique irlandaise.